# Havlíčkův Brod-Perknov
Havlíčkův Brod-Perknov – przystanek kolejowy w miejscowości Havlíčkův Brod, w kraju Wysoczyna, w Czechach Znajduje się na wysokości 415 m n.p.m.
Na przystanku nie ma możliwości zakupu biletów, a obsługa podróżnych odbywa się w pociągu.

## Linie kolejowe
- 230 Kolín - Havlíčkův Brod